# Peter Enders (Politiker, 1942)
Peter Enders (* 7. Dezember 1942 in Leipzig) ist ein deutscher Politiker (SPD). Er war 1994 bis 2002 Mitglied des Deutschen Bundestages.
Nach einer kaufmännischen Lehre und mehrjähriger Tätigkeit als kaufmännischer Angestellter holte Enders über den zweiten Bildungsweg sein Abitur nach und er nahm ein Lehramtsstudium für berufsbildende Schulen an der Ruhr-Universität Bochum auf. Enders war 18 Jahre lang als Lehrer und zuletzt als Schulleiter an berufsbildenden Schulen tätig.
Seit 1964 ist Enders Mitglied der SPD. Er wurde 1989 in den Stadtrat von Kamp-Lintfort gewählt und gehörte diesem bis 1996 an. Vom 10. November 1994 bis 17. Oktober 2002 und damit für zwei Wahlperioden war er Mitglied des Deutschen Bundestages, in den er über das Direktmandat des Wahlkreises Wesel II in Nordrhein-Westfalen einzog.
Nach dem Ausscheiden aus dem Bundestag kehrte der frühere Lehrer in den Schuldienst zurück und wurde Leiter eines Berufskollegs in Duisburg.
Enders ist evangelisch, verheiratet und hat drei Kinder.